# Owen Beck
Owen Michael Beck (Wrexham, 9 agosto 2002) è un calciatore gallese, difensore del Derby County in prestito dal Liverpool.

## Biografia
Suo prozio è l'ex calciatore Ian Rush.

## Caratteristiche tecniche
Gioca come terzino sinistro.

## Carriera

### Club
Beck è cresciuto nel settore giovanile del Liverpool, con cui ha firmato il suo primo contratto professionistico nell'ottobre del 2020. Il 27 ottobre 2021 ha esordito in prima squadra sostituendo Curtis Jones nei minuti finali dell'incontro di EFL Cup vinto 2-0 contro il Preston N.E. e due giorni dopo ha firmato il rinnovo. L'11 luglio 2022 è stato ceduto in prestito al Famalicão, ma il 31 agosto è stato richiamato e ceduto con la stessa formula al Bolton. Il 26 gennaio ha fatto ritorno al Liverpool avendo collezionato solo 9 presenze, ed ha proseguito la stagione con l'Under-21.
Il 3 luglio 2023 è stato ceduto in prestito al Dundee fino al termine della stagione. Ha debuttato nella massima divisione scozzese il 5 agosto contro il Motherwell ed il 25 novembre ha segnato il primo gol in carriera nell'incontro perso 2-1 contro l'Hibernian. Il 1º gennaio 2024 il Livepool ha attivato la clausola per il rientro anticipato del giocatore in seguito ad una serie di infortuni che hanno colpito gli altri terzini sinistri del club, ed il 21 gennaio ha esordito in Premier League nel successo per 4-0 contro il Bournemouth.
Il 30 gennaio ha fatto ritorno al Dundee, sempre in prestito fino a fine stagione.
Il 27 agosto 2024 viene ceduto in prestito al Blackburn.
Il 25 luglio 2025 viene ceduto in prestito al Derby County.

### Nazionale
Ha giocato nelle nazionali giovanili gallesi Under-17 ed Under-21.
Il 28 agosto 2024 viene convocato per la prima volta dalla nazionale maggiore.

## Statistiche
aggiornato al 28 febbraio 2024
| Stagione        | Squadra         | Campionato      | Campionato | Campionato | Coppe nazionali | Coppe nazionali | Coppe nazionali | Coppe continentali | Coppe continentali | Coppe continentali | Altre coppe | Altre coppe | Altre coppe | Totale | Totale | Totale |
| Stagione        | Squadra         | Comp            | Pres       | Reti       | Comp            | Pres            | Reti            | Comp               | Pres               | Reti               | Comp        | Pres        | Reti        | Pres   | Reti   |        |
| --------------- | --------------- | --------------- | ---------- | ---------- | --------------- | --------------- | --------------- | ------------------ | ------------------ | ------------------ | ----------- | ----------- | ----------- | ------ | ------ | ------ |
| 2021-2022       | Liverpool       | PL              | 0          | 0          | FACup+CdL       | 0+2             | 0               | UCL                | 0                  | 0                  |             | -           | -           | 2      | 0      |        |
| lug.-ago. 2022  | Famalicão       | PL              | 0          | 0          | CP+CdL          | 0               | 0               |                    | -                  | -                  |             | -           | -           | 0      | 0      |        |
| 2022-gen. 2023  | Bolton          | FL1             | 5          | 0          | FACup+CdL       | 1+0             | 0               |                    | -                  | -                  | FLT         | 3           | 0           | 9      | 0      |        |
| gen.-giu. 2023  | Liverpool       | PL              | 0          | 0          | FACup+CdL       | 0               | 0               |                    | -                  | -                  |             | -           | -           | 0      | 0      |        |
| 2023-gen. 2024  | Dundee          | SP              | 19         | 2          | CS+CdL          | 0+3             | 0               |                    | -                  | -                  |             | -           | -           | 20     | 2      |        |
| gen. 2024       | Liverpool       | PL              | 1          | 0          | FACup CdL       | 0               | 0               |                    | -                  | -                  |             | -           | -           | 1      | 0      |        |
| gen.-giu. 2024  | Dundee          | SP              | 6          | 0          | -               | -               | -               |                    | -                  | -                  |             | -           | -           | 6      | 0      |        |
| Totale carriera | Totale carriera | Totale carriera | 31         | 2          |                 | 6               | 0               |                    | -                  | -                  |             | 3           | 0           | 40     | 2      |        |